# Raiffeisenbank Rastede
Die Raiffeisenbank Rastede eG ist eine deutsche Genossenschaftsbank mit Sitz in der niedersächsischen Gemeinde Rastede im Landkreis Ammerland.

## Geschichte
Die heutige Raiffeisenbank Rastede eG wurde am 10. November 1901 in Rastede gegründet. Zuletzt fusionierte sie im Jahr 1999 mit der Raiffeisenbank Hahn eG mit dem Sitz in Hahn. Zuvor fand bereits im Jahr 1976 eine Fusion mit der Raiffeisen-Bank Neusüdende eG mit dem Sitz in Neusüdende sowie im Jahr 1979 eine Fusion mit der Raiffeisenbank Wahnbek eG mit dem Sitz in Wahnbek statt.

## Rechtsverhältnisse
Die Raiffeisenbank Rastede eG ist im Genossenschaftsregister beim Amtsgericht Oldenburg (Oldenburg) unter GnR 120006 eingetragen.

## Organisationsstruktur
Rechtsgrundlagen sind das Genossenschaftsgesetz und die durch die Generalversammlung beschlossene Satzung. Organe der Bank sind der Vorstand, der Aufsichtsrat und die Generalversammlung.

## Sicherungseinrichtung
Die Raiffeisenbank Rastede eG ist der amtlich anerkannten Sicherungseinrichtung des Bundesverbandes der Deutschen Volksbanken und Raiffeisenbanken GmbH und der zusätzlichen freiwilligen Sicherungseinrichtung des Bundesverbandes der Deutschen Volksbanken und Raiffeisenbanken e.V. angeschlossen.

## Geschäftsausrichtung
Die Raiffeisenbank Rastede eG betreibt das Universalbankgeschäft. Im Verbundgeschäft arbeitet sie mit der DZ Bank, R+V Versicherung, Bausparkasse Schwäbisch Hall, Teambank, VR Smart Finanz, Münchener Hypothekenbank, DZ Hyp und der Union Investment zusammen.

## Geschäftsgebiet
Das Geschäftsgebiet liegt im Osten des Landkreises Ammerland.
An diesen Orten betreibt die Bank Filialen:
- Rastede (Hauptstelle, jur. Sitz)
- Hahn (Geschäftsstelle)
- Wahnbek (Geschäftsstelle)